# X-COM: First Alien Invasion
X-COM: First Alien Invasion, также Email Games: X-COM, — компьютерная игра, разработанная и изданная компанией Hasbro Interactive в 1999 году на Microsoft Windows в рамках серии Email Games.

## Игровой процесс
First Alien Invasion является многопользовательской тактической игрой для двоих игроков в режиме Hotseat, либо с отправкой ходов по электронной почте. В случае, если у второго игрока нет лицензионной копии игры, он может скачать бесплатный просмотрщик ходов. В отличие от других игр серии X-COM, в First Alien Invasion отсутствует стратегическая часть, представлены только тактические сражения. Игра обладает упрощённой двумерной графикой, благодаря чему может работать даже на слабых машинах. Также в игре нет музыки и кат-сцен; звуковое сопровождение сводится к звукам шагов, выстрелов и взрывов.
Игра поставляется с 50 картами, разбитыми на пять категорий, таких как «город». В зависимости от настроек игроки начинают игру с 4—6 юнитами, но их количество должно быть одинаково. За свой ход каждый юнит может сменить позицию и выстрелить, при этом не стрелявший юнит может передвинуться на бо́льшее расстояние, не ходивший — точнее выстрелить, а юниты с тяжёлым вооружением за ход могут выбрать только одну опцию из двух. На каждой карте расположены ящики и бочки, при уничтожении которых на карте появляется случайный бонус. Часть бонусов можно использовать в бою (например, гранаты и мины), часть увеличивают характеристики подобравшего их солдата (здоровье, огневая мощь), а часть имеет отрицательный эффект (ловушка, телепорт). Заранее узнать, какой эффект будет у бонуса, невозможно. Побеждает игрок, первым уничтоживший всех юнитов противника.
В игре есть две фракции: инопланетяне и человеческая группа X-COM, которая борется против инопланетного вторжения. В арсенале каждой фракции шесть видов юнитов, различающихся по количеству очков здоровья и передвижения, а также по виду атаки. У некоторых инопланетных юнитов есть псионические способности, позволяющие взять под контроль юнита противника.

## Критика
| Иноязычные издания | Иноязычные издания |
| Издание            | Оценка             |
| ------------------ | ------------------ |
| AllGame            | 3,5/5              |
| CGW                | 3,5/5              |
| GameSpot           | 6,2/10             |
| PC Gamer (UK)      | 55 %               |

Энтони Бейз в рецензии для Allgame присвоил игре 3,5 звезды из 5, заявив, что хотя без живых оппонентов игра практически не имеет смысла, в сетевом режиме она раскрывается. Такую же оценку дал Марк Эшер из Computer Gaming World, отметив, что игре не хватает короткой однопользовательской компании и подсчёта числа побед и поражений. Редакция GameSpot оценила игру в 6,2 балла, отметив, что упрощённый игровой процесс вряд ли придётся по вкусу фанатам серии, но порекомендовав игру для тех, кто просто ищет простую тактическую сетевую игру. Т. Макдональд из PC Gamer дал игре 55 %, отметив, что игра дешёвая, простая и быстрая, но едва ли относится к серии X-COM.